# Lignyoptera rubraria
Lignyoptera rubraria är en fjärilsart som beskrevs av Kammil. Lignyoptera rubraria ingår i släktet Lignyoptera och familjen mätare. Inga underarter finns listade i Catalogue of Life.